# Franc Avberšek
Franc Avberšek, slovenski politik, poslanec in magister rudarstva, * 3. april 1947, Velenje, † 14. januar 2022, Velenje.

## Življenjepis
Osnovno šolo je končal v Velenju, gimnazijo v Celju, nato pa je diplomiral in magistriral na Naravoslovnotehniški fakulteti v Ljubljani.
Leta 1992 je bil izvoljen v 1. državni zbor Republike Slovenije; v tem mandatu je bil član naslednjih delovnih teles:
- Komisija za evropske zadeve,
- Odbor za gospodarstvo,
- Odbor za infrastrukturo in okolje,
- Odbor za nadzor proračuna in drugih javnih financ in
- Odbor za spremljanje uresničevanja Resolucije o izhodiščih zasnove nacionalne varnosti Republike Slovenije.

Pozneje je postal minister za energetiko Republike Slovenije, direktor Inštituta za ekološke raziskave in direktor Rudnika Žirovskega vrha.